# Shaznay Lewis
Shaznay Tricia Lewis (Islington (Londen), 14 oktober 1975) is een Brits zangeres en componist. Ze is een lid van All Saints. Shaznay is Jamaicaans/Barbadiaans en heeft de bijnaam Bart, omdat haar stem klinkt als Bart Simpson wanneer ze rapt.
In het algemeen wordt ze beschouwd als het belangrijkste talent in de meidengroep die in 2001 uit elkaar ging. Haar muzikale invloeden zijn rap en Missy Elliott en ze groeide op met Bob Marley en Johnny Mathis. Het was de muziek van Alanis Morissette, die Lewis ertoe aanzette om haar muziek naar een hoger niveau te brengen. Op 21 augustus 2004 trad Lewis in het huwelijk met Christian Storm en kreeg met hem in 2006 een zoontje: Tyler.
Lewis deed sinds haar dertiende jaar mee aan zangcompetities. Tijdens een feestje werd ze door haar vrienden voorgesteld aan Ben Volpeliere-Pierrot van Curiosity Killed the Cat, die haar meenam naar de Metamorphisis recording studios in All Saints Road, Londen alwaar ze begon als achtergrondzangeres voor diverse artiesten.
In 1993 ontmoette Lewis in de studio Melanie Blatt en samen met Simone Rainford vormden ze de band All Saints 1.9.7.5, die later hernoemd werd tot All Saints, omdat Rainford de band verlaten had en vervangen werd door de gezusters Nicole en Natalie Appleton. Met All Saints scoorde Lewis vanaf 1997 t/m 2001 grote hits met o.a. Never Ever, Bootie Call, Pure Shores en Black Coffee. De band heeft ongeveer 15 miljoen platen verkocht, waarvan een groot deel in Engeland.
Lewis was de meest actieve componist van de All Saints en verantwoordelijk voor het schrijven van de meeste liedjes. In 2001 won Lewis de Ivor Novello Award voor beste muziekcompositie. Toen All Saints begin 2001 uit elkaar ging, was Lewis de laatste 'Saint' die een solocarrière startte en bracht in juli 2004 de single Never Felt Like This Before uit van haar debuutalbum Open. Ze behaalde hiermee de 8e plaats in Engeland. De verkoop van het album viel tegen. Open debuteerde op nr. 22 in de Britse albumlijst, maar was als weer snel op zijn retour. Lewis' tweede single You moest de verkoop van het album omhoog gooien, maar de single flopte genadeloos. Hierna gingen er geruchten dat het nummer Dance op single uitgebracht zou worden en er was zelfs sprake van een heruitgave van het album. Dit is niet gebeurd. Lewis heeft ook in verschillende films gespeeld. In Bend It Like Beckham (2002) speelde zij Mel en ze speelde ook een bijrol in Hideous Man (2002). Op 14 november 2004 werkte Lewis mee aan de Band Aid 20 heropname van Do they know it's Christmas. 
In 2008 had ze weer een hitje samen met het UK Garage-duo The Wideboys. In 2006 voegde Lewis zich weer bij All Saints en verscheen er een nieuw album genaamd Studio 1. Hoewel de eerste single Rock Steady goed ontvangen werd viel de verkoop van het album zelf in het niets vergeleken met de mega verkopen die de groep in de jaren '90 had. De groep werd daardoor zelfs door het toenmalige label aan de kant gezet. In de jaren daarna bleef het stil rondom All Saints en pas in 2016 werd er weer een comeback gemaakt met een album genaamd Red Flag en een bijhorende tournee. Twee jaar later volgde wederom een nieuw album: Testament met wederom een succesvolle tournee in Engeland.
In 2024 pakte Lewis na 20 jaar haar solocarrière weer op en bracht op 17 mei een nieuw album uit met de titel Pages. Het nummer Miracle werd daarvan in januari uitgebracht gevolgd door de single Kiss Of Life in februari. 

## Discografie

### Albums
| Album met eventuele hitnotering(en) in de Nederlandse Album Top 100 | Datum van verschijnen | Datum van binnenkomst | Hoogste positie | Aantal weken | Opmerkingen |
| ------------------------------------------------------------------- | --------------------- | --------------------- | --------------- | ------------ | ----------- |
| Solo                                                                |                       |                       |                 |              |             |
| Open                                                                | 19-7-2004             |                       | -               |              |             |
| Met All Saints                                                      |                       |                       |                 |              |             |
| All Saints                                                          | 24-11-1997            | 7-2-1998              | 8               | 55           |             |
| The Remix Album                                                     | 29-12-1998            |                       | -               |              |             |
| Saints & Sinners                                                    | 14-10-2000            | 21-10-2000            | 16              | 10           |             |
| All Hits                                                            | 5-11-2001             |                       | -               |              |             |
| Studio 1                                                            | 13-11-2006            |                       | -               |              |             |
| Red flag                                                            | 15-04-2016            |                       | -               |              |             |

### Singles
| Single met eventuele hitnotering(en) in de Nederlandse Top 40 | Datum van verschijnen | Datum van binnenkomst | Hoogste positie | Aantal weken | Opmerkingen         |
| ------------------------------------------------------------- | --------------------- | --------------------- | --------------- | ------------ | ------------------- |
| Solo                                                          |                       |                       |                 |              |                     |
| "Never Felt Like This Before"                                 | 5-7-2004              |                       | -               |              |                     |
| "You"                                                         | 18-10-2004            |                       | n.v.t.          |              |                     |
| Met andere artiesten                                          |                       |                       |                 |              |                     |
| "Silver Shadow"                                               | 2-1995                |                       | n.v.t.          |              | All Saints 1.9.7.5. |
| "Let's Get Started"                                           | 4-1995                |                       | n.v.t.          |              | All Saints 1.9.7.5. |
| "If You Wanna Party"                                          | 25-9-1995             |                       | n.v.t.          |              | All Saints 1.9.7.5. |
| "I Know Where It's At"                                        | 18-8-1997             | 27-9-1997             | 33              | 3            | All Saints          |
| "Never Ever"                                                  | 10-11-1997            | 20-12-1997            | 4               | 19           | All Saints          |
| "Under The Bridge/Lady Marmalade"                             | 27-4-1998             | 9-5-1998              | 12              | 6            | All Saints          |
| "I Wanna Be Your Lady"                                        | 8-1998                |                       | onb             |              | Hinda Hicks         |
| "Bootie Call"                                                 | 31-8-1998             | 19-9-1998             | 5               | 9            | All Saints          |
| "War Of Nerves"                                               | 23-11-1998            |                       | tip             |              | All Saints          |
| "Pure Shores"                                                 | 26-2-2000             | 12-2-2000             | 9               | 10           | All Saints          |
| "Black Coffee"                                                | 14-10-2000            | 7-10-2000             | 9               | 7            | All Saints          |
| "All Hooked Up"                                               | 27-1-2001             |                       | tip             |              | All Saints          |
| "Daddy O"                                                     | 2008                  |                       | n.v.t.          |              | met The Wideboys    |

### Andere uitgaven
- K-Gee met Shaznay Lewis - Stuck in yo head

Uitgegeven op de Bounce to this album
- Speelde Mel in de Bend It Like Beckham film (2001)
- Speelde een bijrol in de Hideous Man film (2002)
- Gastoptreden in de I Don't Really Care video (2000) van K-Gee